# Eurotas (mitologia)

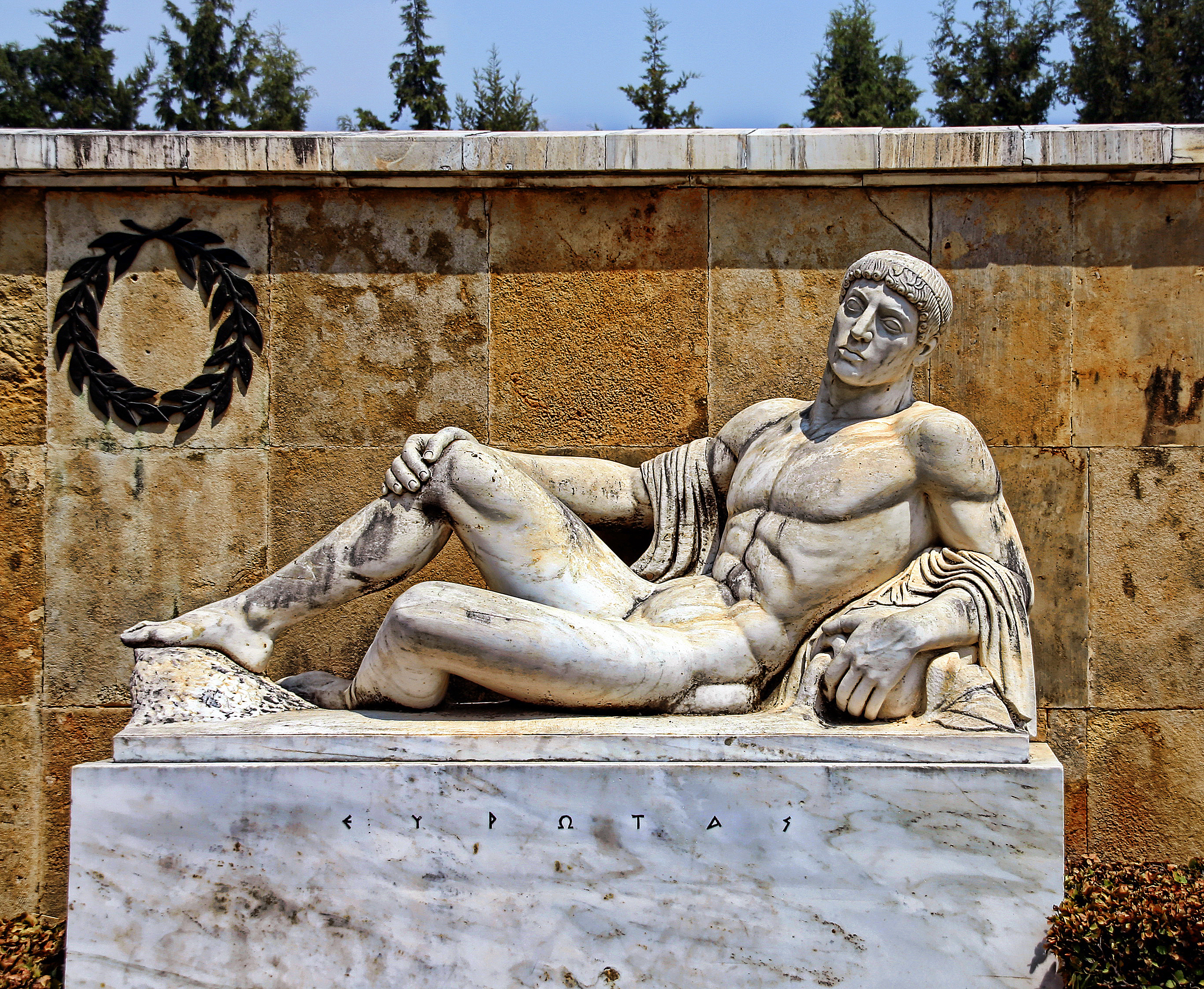
Eurotas, do monumento moderno de, nas Termópilas

Eurotas (em grego clássico: Εὐρώτας; romaniz.: Eurótas), na mitologia grega, era filho do rei Miles e neto de Lélex, o epônimo dos léleges. A Biblioteca deu uma ligeira variante da geração mitológica de Eurotas, que foi descrito como filho de Lélex, nascido da terra, por sua esposa Cleocária. Em alguns relatos, sua mãe se chamava Taigete. Eurotas não tinha herdeiro homem, mas tinha duas filhas, Esparta e Tiasa.
Eurotas legou o reino a Lacedemão, filho de Zeus e Taigete, que deu nome ao Monte Taígeto, segundo Pausânias. Pausânias diz: “Foi Eurotas quem canalizou a água do pântano das planícies, cortando-a ao mar, e quando a terra foi drenada chamou o rio que ali ficou de Eurotas". É visto pelo tradutor e comentarista de Pausânias, Peter Levy como uma explicação do Cânion Eurotas (ou Vrodamas), uma ravina ao norte de Skala onde o rio cortou o sopé do Taígeto depois de mudar de direção para o oeste do vale.